# Czibor Zoltán
Czibor Zoltán (Kaposvár, 1929. augusztus 23. – Győr, 1997. szeptember 1.) olimpiai bajnok és világbajnoki ezüstérmes magyar labdarúgó, az aranycsapat tagja. Édesapja a MÁV alkalmazottja volt, tisztviselő, hatan voltak testvérek. Becenevei: „Bolond”, „Rongylábú”, játékosként balszélső poszton gyors, kiszámíthatatlan és gólerős csatár volt.

## A Komáromi MÁV-tól a Bp. Honvédig
Két bátyjával, Czibor I-gyel és Czibor II-vel a III.  osztályú Komáromi MÁV csapatában kergette a labdát, mint Czibor III. Amatőr futballistaként mozdonyt vezetett.
1948-ban, a MÁV-nál mozdonyvezetőként dolgozott az akkor nem egészen 19 esztendős Czibor Zoltán. Talán legszebb álmaiban sem gondolta, hogy bő egy éven belül a Ferencváros, valamint a magyar válogatott balszélsője lesz. 1948 májusában a Munka Ünnepén Győrben a BLASZ ifjúsági válogatottja játszott Nyugat ificsapatával. Az ifjúsági válogatott szövetségi kapitánya, Mézes Sándor korábban felfigyelt a rendkívül tehetséges srácra, s meghívta a BLASZ ellen játszó nyugati csapatba. Mézes Sándor a legnagyobb figyelemmel a kis Czibor játékát követte a meccsen, s nem is okozott csalódást a kis mozdonyvezető. Balszélső létére jobb lábbal vezette a labdát, s ez teljesen összezavarta a rá ügyelő védőket, ördöngös cseleivel, kiismerhetetlen mozgásával tűnt ki ezen a mérkőzésen. Mézes úr egyből tudta, igazi kincsre lelt ezen a délutánon. Czibor tíz nappal később már ifjúsági válogatott! Az itt nyújtott játékával felkeltette több élvonalbeli klub figyelmét is.
Végül az 1948-49-es bajnokság rajtja előtt a Ferencvároshoz került. Ebben a szezonban sikert sikerre halmoztak a zöld-fehérek, s összeállt a legendás Budai-Kocsis-Deák-Mészáros-Czibor támadósor. A szezon végén a Ferencváros 11 pontos előnnyel bajnok lett, s 30 mérkőzésen 140(!) gólt szerzett. Ebből a 140-ből Czibor balszélső létére 15 találatot jegyzett. Czibor a szezon összes mérkőzésén pályára lépett, s fiatal kora ellenére a magyar élvonal legjobb balszélsője lett. Az egész idényben nyújtott teljesítménye megkoronázásaként 1949. május 8-án a nagyválogatottban is bemutatkozhatott az Ausztria elleni-6-1-es győzelemmel végződö-rangadón.
1950-ben állami döntés született a sport megreformálásáról, a Kispest a Honvédség csapata lett Honvéd néven, az Újpest a Belügyminisztériumé, az MTK Textilessé alakult át, a Ferencváros már korábban az ÉDOSZ-hoz került. A játékos-igazolásban döntő szerepet kapott a hatalmi tényező, így megerősödött a Honvéd és az Újpest (katonai behívókkal vonták magukhoz a jó játékosokat). A Fradi sorsa is megpecsételődött: először Budai, majd Kocsis lett a Honvéd tagja, Hennit és Deákot az Újpest igazolta le.
Czibor mindig is öntörvényű volt, felvetette magát egy iskolába és Csepelhez igazolt le a katonai behívó elől (a Csepel a munkásosztály csapata volt, így nem mertek hozzányúlni). Két évet futballozott a Csepeli Vasasban, amikor megkapta a behívóját a hadseregbe. Felkereste az akkor ÁVH vezetőket (érdekkörébe tartozott az akkor már Bástya néven szereplő, volt MTK csapata) és segítséget kért. A Bástya játékosa lett, de sohasem futballozhatott a csapatban, Farkas Mihály, amikor megtudta, azonnal hatállyal áthelyeztette a honvédtiszti akadémiára, így lett a Honvéd játékosa.

## AzAranycsapatés a Bp. Honvéd

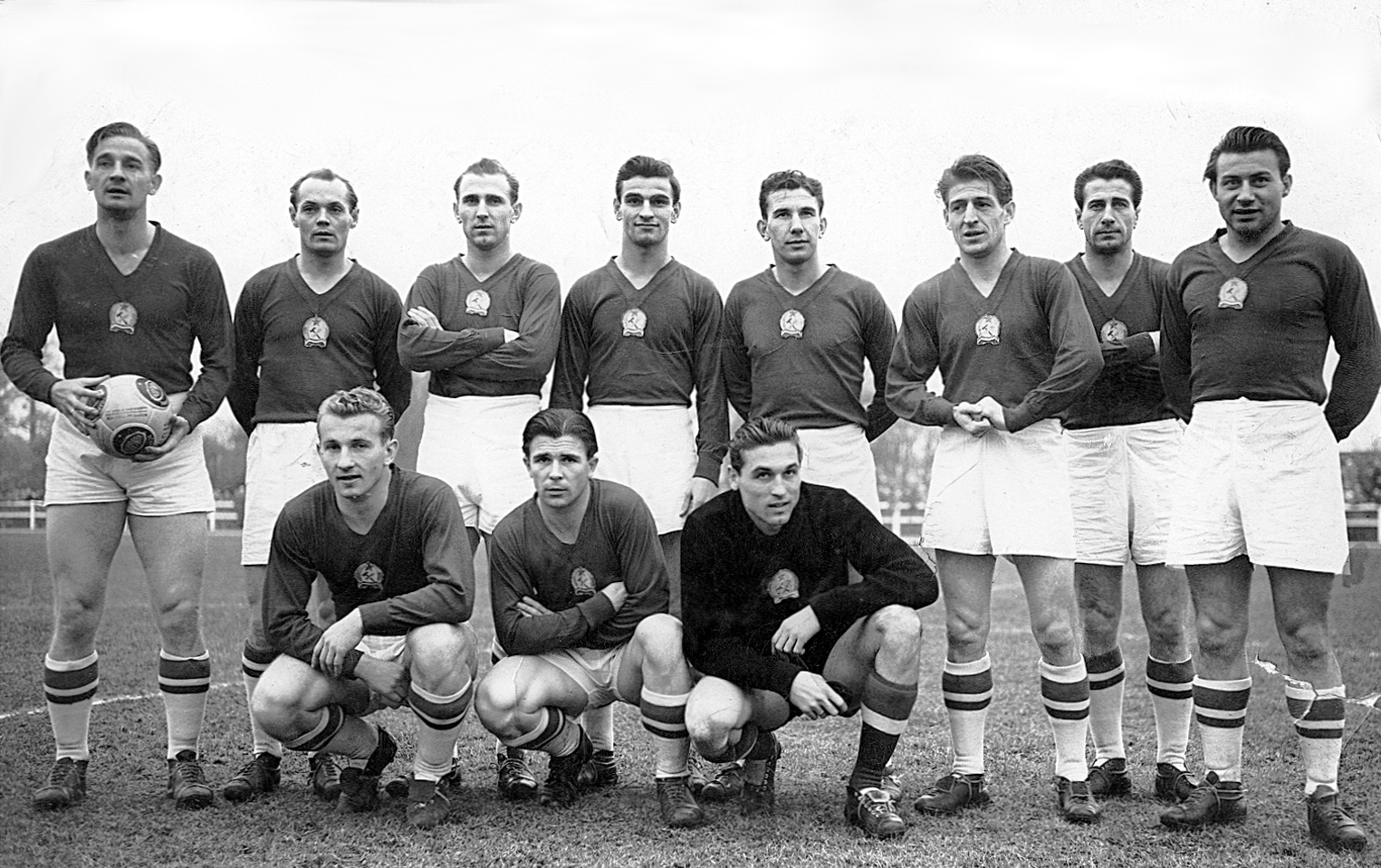
Az aranycsapat 1953-ban: alsó sor: Lantos Mihály, Puskás Ferenc, Grosics Gyula
felső sor: Lóránt Gyula, Buzánszky Jenő, Hidegkuti Nándor, Kocsis Sándor, Zakariás József, Czibor Zoltán, Bozsik József, Budai József

Az 1953-as szezontól kezdve állandó tagja volt a Budapesti Honvédnak és a magyar válogatottnak balszélsői pozícióban. Még a Csepel játékosaként nyert olimpiai bajnokságot (1952, Helsinki), majd már Honvédosként Európa Kupa aranyérmet (1953), vb ezüstérmet (1954, Bern), és a klubcsapattal együtt kétszer magyar bajnokságot is.
A magyar bajnokságban, az 1955-ös idényben gólkirály lett Machos Ferenccel.
A magyar válogatott címeres mezét először 1949. május 8-án a Magyarország – Ausztria 6:1-es mérkőzésen, utoljára pedig szintén Ausztria ellen, itthon, 1956. október 14-én a 2:0-ra végződött mérkőzésen húzta magára, 43 válogatott mérkőzést játszott, 17 gólt szerzett.
Tagja volt az angolok elleni Wembley Stadionban 6:3-as és a Népstadionban 7:1-es győzelemmel végződött csapatnak.
A Bp. Honvéd színeiben 58 gólt szerzett.
1956-ban a forradalom bukása után nem jött haza.

### Ügynökhíre
Czibor Zoltán több 2010 után publikált forrás szerint az állambiztonság ügynöke volt 1953 és 1956 között, fedőneve „Sztojanovits Péter” volt, bár érdemi operatív munkát (a fennmaradt dokumentumok alapján) nem végzett, sőt a dossziéja is eltűnt. Ügynöki voltáról először Majtényi György írt 2009-ben kiadott, K-vonal. Uralmi elit és luxus a szocializmusban című könyvében, majd Takács Tibor 2014-ben publikált, Szoros emberfogás című, a futball és a Kádár-kori állambiztonság kapcsolatáról írt könyvében szerepel ugyanilyen információ, de csak egyetlen bekezdés erejéig. Az előkerült adatokat végül Koós Levente dolgozta fel, aki a Zöld és Fehér magazin 2015 szeptemberi számában tárta fel - a rendelkezésre álló dokumentumok alapján - Czibor életének eddig nem ismert részleteit.
Eszerint Czibor Zoltánt 1953-ban Ferencz József ÁVH-s alhadnagy szervezte be, tartótisztje az „Eperjesi” fedőnevű Erdélyi Jenő volt. Aktáját a disszidálása után megsemmisítették, de amikor 1958-ban a Barcelona játékosa lett, az államvédelmi felettesek felkérték „Eperjesit”, hogy Czibor jelentései alapján, emlékezetből írjon egy beszámolót - ebből született a „Vasutas” fedőnevű akta, melynek tartalma a Történeti Levéltár O-11911 sorszámú iratanyagából ismerhető meg. Az ügynöktörvény értelmében ez önmagában nem elegendő annak alátámasztására, hogy Czibor valóban ügynök volt, de Koós Levente szerint, történészi szemszögből nyilvánvaló a futballista besúgói mivolta, szerinte az előkerült dokumentumok kiállják a forráskritika próbáját.
Czibor beszervezésének körülményeiről nem maradt fenn hiteles beszámoló, feltehető, hogy megzsarolták. Fő feladata Puskás Ferenc szemmel tartása lehetett, hiszen a Honvéd és az Aranycsapat első emberét a hatalom amerikai kémnek tartotta, Cziborra pedig azért eshetett a választás, mert tudták róla, hogy nincs túl jó viszonyban Puskással, és azt gondolták, hogy számíthatnak a jelentéseire. A jelek szerint nem így történt: Czibor ugyanis érdemi információt nemigen szolgáltatott, csak semleges, közismert dolgokról jelentett, 1956. októberére pedig teljes mértékben szembefordult a fennálló hatalommal.

## Emigráció után
1956. november elején a Budapesti Honvéd csapata Bécsbe utazott azért, hogy lekösse az Athletic Bilbao elleni mérkőzést, és további turnékat is szervezhessen. Mérkőztek Párizsban (Racing ellen), Spanyolországban (Bilbao, Barcelona, Sevilla ellen), Brüsszelben (EK visszavágó – Czibor kapusként is szerepelt sérülés miatt) majd illegális túra következett (dél-amerikai turné), melyet az MLSZ nem engedélyezett.
A turné befejeztével Sárosi György egykori labdarúgó Czibort Olaszországba invitálta, az AS Rómához le is szerződtette. Ugyanekkor lépett érvénybe az MLSZ és a FIFA eltiltása, Olaszországban pedig megtiltották a külföldi játékosok leigazolását, így, bár már elfoglalta az AS Róma által rendelkezésére bocsátott lakást, a klub felbontotta a szerződést és felszólították, hogy hagyja el a lakást. Olaszországban több klubot felkeresett, de a rendelkezések miatt Olaszországban nem szerződtethették. Ez idő alatt Kubala László (a Fradiban kezdte pályafutását, Kocsis Sándor volt az utóda) sietett segítségére, kifizette adósságait és vállalta költségeit. Kubala akkor a Barcelona csapatában futballozott, Barcelonába invitálta Czibort. A Barcelona négymillió pesetáért (100 ezer dollárért) leszerződtette három évre Czibor Zoltánt
Ekkor kezdődött el barcelonai pályafutása, 1959-ben a Barcelona hat év után megnyerte a spanyol bajnokságot, 1958-ban és 1960-ban pedig a Vásárvárosok Kupáját gyűjtötték be, 1961-ben pedig az Európa Kupa döntőjében szerepeltek.
Az akkori lapok szerint Európa legjobb csatársorával rendelkeztek:
Kubala László, Kocsis Sándor, Evaristo, Luis Suarez, Czibor Zoltán. (S a kispadon ott ült az 1956-ban emigráló Szalay Tibor).
Furcsa egybeesése a sorsnak, hogy a Barcelonával a Benfica ellen szinte megismétlődött a történelem: ugyanabban a stadionban (Bern, Wankdorf stadion) volt a mérkőzés, mint az Aranycsapat vb döntőjének elvesztésekor, itt is vezettek, de elveszítették a mérkőzést, mint 1954-ben az Aranycsapat. Ez pedig meghatározta Czibor további pályafutását is, hiszen lejárt a szerződése, a Barcelona Czibor szerződését nem hosszabbította meg. Az Espanolhoz igazolt le egy évre, majd gyakorlatilag abbahagyta a játékot, csak rövid időre szegődött el csapatokhoz (egy svájci csapathoz edző-játékosnak, 1962-ben egyetlen mérkőzés erejéig az Austria Wienhez, egy kanadai csapathoz, amikor élménybeszámolón járt kinn élő magyaroknál.)
Neki nem adatott meg, mint Puskásnak és Kocsisnak: a búcsúmérkőzés sem. Fia, Zoltán sem örökölhette mezét, mert hatéves korában a házban, ahol laktak, beszorult a liftbe (amelynek nem volt ajtaja), onnan tűzoltók vették ki, és egyik lábát amputálni kellett.
Barcelonában telepedett le, megnyitotta a Kék Duna nevű kocsmáját, fiával vezette, gyakorlatilag ebből élt. 1990-ben visszatért Magyarországra, Komáromba. Megalakította anyaegyesülete jogutódját, a Komáromi Football Clubot, amelynek elnöke volt. Utolsó éveiben prosztatarákot és áttétet diagnosztizáltak nála. 1995-ben megkapta a Magyar Olimpiai Bizottság érdemrendjét. Komáromban emlékszobát rendeztek be emlékére.

### Családja
Első felesége Gergely Írisz, akivel 1950-ben a Szent István bazilikában házasodtak össze. 1966-ban váltak el. Három gyermekük, Írisz (1951–2022), Erzsébet és Zoltán Magyarországon született, iker lányaik, Emese és Ildikó már a spanyolországi emigráció idején. Anyagi ügyekben sok vitája volt feleségével, gyerekeivel, elhidegült kapcsolatuk, majd eladta a Kék Dunát is. Zoltán fia 6 éves korában egy liftbalesetben elveszítette egyik lábát. Később sporfotós lett.
Később tíz évig élt együtt egy katalán nővel, Carmennel. Második felesége Berta Erika volt, akit hazatérése után vett feleségül, majd pár év múlva, 1995-ben elváltak.

## Díjai

### Klubcsapatban
Ferencváros
- Magyar bajnokság
  - bajnok (1): 1948–49
  - ezüstérmes (1): 1949–50

 Bp. Honvéd
- Magyar bajnokság
  - bajnok (2): 1954, 1955
  - ezüstérmes (2): 1951, 1953
  - gólkirály (1): 1955 (20)
- Magyar kupa (MNK)
  - döntős (1): 1955

 Barcelona
- Spanyol bajnokság
  - bajnok (2): 1958–59, 1959–60
- Spanyol kupa (Copa del Rey/Copa del Generalísimo)
  - győztes (1): 1959
- Bajnokcsapatok Európa-kupája (BEK)
  - döntős (1): 1960–61
- Vásárvárosok Kupája:
  - győztes (1): 1958-1960

#### A válogatottal
- Magyarország:
  - Olimpiai-bajnok (1): 1952
  - Európa Kupa-győztes (1): 1953
  - Világbajnoki-ezüstérmes (1): 1954

#### Egyéb kitüntetések
- A Magyar Népköztársaság kiváló sportolója (1951)[11]
- Munka Érdemrend (1953)[12]
- A Magyar Népköztársaság Érdemes Sportolója (1954)[13]
- A Magyar Köztársasági Érdemrend középkeresztje (1993)[14]
- Budapest díszpolgára (2014)[15]

## Statisztika

### Mérkőzései a válogatottban
| Magyarország | Magyarország         | Magyarország                     | Magyarország       | Magyarország | Magyarország  | Magyarország         | Magyarország | Magyarország |
| #            | Dátum                | Helyszín                         | Hazai              | Eredmény     | Vendég        | Kiírás               | Gólok        | Esemény      |
| ------------ | -------------------- | -------------------------------- | ------------------ | ------------ | ------------- | -------------------- | ------------ | ------------ |
| 1.           | 1949. május 8.       | Újpest, Megyeri úti stadion      | Magyarország       | 6 – 1        | Ausztria      | Európa-kupa          | -            |              |
| 2.           | 1949. június 19.     | Stockholm, Råsunda Stadion       | Svédország         | 2 – 2        | Magyarország  | barátságos           | -            |              |
| 3.           | 1949. július 10.     | Debrecen, Nagyerdei stadion      | Magyarország       | 8 – 2        | Lengyelország | barátságos           | -            |              |
| 4.           | 1950. október 29.    | Budapest, Megyeri úti stadion    | Magyarország       | 4 – 3        | Ausztria      | barátságos           | -            |              |
| 5.           | 1950. november 12.   | Szófia, Narodna Armija-stadion   | Bulgária           | 1 – 1        | Magyarország  | barátságos           | -            |              |
| 6.           | 1951. május 27.      | Budapest, Megyeri úti stadion    | Magyarország       | 6 – 0        | Lengyelország | barátságos           | 1            | 82'          |
| 7.           | 1951. október 14.    | Vitkovice                        | Csehszlovákia      | 1 – 2        | Magyarország  | barátságos           | -            | 46'          |
| 8.           | 1951. november 18.   | Budapest, Megyeri úti stadion    | Magyarország       | 8 – 0        | Finnország    | barátságos           | 1            | 54'          |
| 9.           | 1952. május 18.      | Budapest, Üllői úti stadion      | Magyarország       | 5 – 0        | NDK           | barátságos           | -            | 46'          |
| 10.          | 1952. május 27.      | Moszkva, Dinamo-stadion          | Moszkva-válogatott | 2 – 1        | Magyarország  | barátságos           | -            |              |
| 11.          | 1952. június 15.     | Varsó, CWKS-stadion              | Lengyelország      | 1 – 5        | Magyarország  | barátságos           | -            |              |
| 12.          | 1952. június 22.     | Helsinki, Olimpiai Stadion       | Finnország         | 1 – 6        | Magyarország  | barátságos           | -            | 46'          |
| 13.          | 1952. július 15.     | Turku, Kupittaa stadion (FIN)    | Románia            | 1 – 2        | Magyarország  | olimpiai selejtező   | 1            | 22'          |
| 14.          | 1952. július 24.     | Kotka, Kotka stadion (FIN)       | Magyarország       | 7 – 1        | Törökország   | olimpiai negyeddöntő | -            |              |
| 15.          | 1952. július 28.     | Helsinki, Olimpiai Stadion (FIN) | Magyarország       | 6 – 0        | Svédország    | olimpiai elődöntő    | -            |              |
| 16.          | 1952. augusztus 2.   | Helsinki, Olimpiai Stadion (FIN) | Jugoszlávia        | 0 – 2        | Magyarország  | olimpiai döntő       | 1            | 88'          |
| 17.          | 1952. szeptember 20. | Bern, Wankdorf Stadion           | Svájc              | 2 – 4        | Magyarország  | Európa-kupa          | -            |              |
| 18.          | 1952. október 19.    | Budapest, Megyeri úti stadion    | Magyarország       | 5 – 0        | Csehszlovákia | barátságos           | -            |              |
| 19.          | 1953. április 26.    | Budapest, Megyeri úti stadion    | Magyarország       | 1 – 1        | Ausztria      | barátságos           | 1            | 45'          |
| 20.          | 1953. május 17.      | Róma, Olimpiai Stadion           | Olaszország        | 0 – 3        | Magyarország  | Európa-kupa          | -            |              |
| 21.          | 1953. július 5.      | Stockholm, Råsunda Stadion       | Svédország         | 2 – 4        | Magyarország  | barátságos           | -            |              |
| 22.          | 1953. november 15.   | Budapest, Népstadion             | Magyarország       | 2 – 2        | Svédország    | barátságos           | 1            | 78'          |
| 23.          | 1953. november 25.   | London, Wembley Stadion          | Anglia             | 3 – 6        | Magyarország  | barátságos           | -            |              |
| 24.          | 1954. február 12.    | Kairó                            | Egyiptom           | 0 – 3        | Magyarország  | barátságos           | -            | 46'          |
| 25.          | 1954. április 11.    | Bécs, Práter-stadion             | Ausztria           | 0 – 1        | Magyarország  | barátságos           | -            |              |
| 26.          | 1954. május 23.      | Budapest, Népstadion             | Magyarország       | 7 – 1        | Anglia        | barátságos           | -            |              |
| 27.          | 1954. június 17.     | Zürich, Hardturm stadion (SUI)   | Magyarország       | 9 – 0        | Dél-Korea     | vb-csoportkör        | 1            | 58'          |
| 28.          | 1954. június 20.     | Bázel, St. Jakob stadion (SUI)   | Magyarország       | 8 – 3        | NSZK          | vb-csoportkör        | -            |              |
| 29.          | 1954. június 27.     | Bern, Wankdorfstadion (SUI)      | Magyarország       | 4 – 2        | Brazília      | vb-negyeddöntő       | -            |              |
| 30.          | 1954. június 30.     | Lausanne, Olimpiai Stadion (SUI) | Magyarország       | 4 – 2        | Uruguay       | vb-elődöntő          | 1            | 14'          |
| 31.          | 1954. július 4.      | Bern, Wankdorf Stadion (SUI)     | NSZK               | 3 – 2        | Magyarország  | vb-döntő             | 1            | 9'           |
| 32.          | 1954. október 24.    | Budapest, Népstadion             | Magyarország       | 4 – 1        | Csehszlovákia | barátságos           | -            | 76'          |
| 33.          | 1954. november 14.   | Budapest, Népstadion             | Magyarország       | 4 – 1        | Ausztria      | barátságos           | 1            | 9' 34'       |
| 34.          | 1955. szeptember 25. | Budapest, Népstadion             | Magyarország       | 1 – 1        | Szovjetunió   | barátságos           | -            |              |
| 35.          | 1955. október 2.     | Prága, Strahov-stadion           | Csehszlovákia      | 1 – 3        | Magyarország  | Európa-kupa          | 1            | 69'          |
| 36.          | 1955. október 16.    | Budapest, Népstadion             | Magyarország       | 6 – 1        | Ausztria      | Európa-kupa          | 2            | 65' 82'      |
| 37.          | 1955. november 13.   | Budapest, Népstadion             | Magyarország       | 4 – 2        | Svédország    | barátságos           | 2            | 14' 60'      |
| 38.          | 1955. november 27.   | Budapest, Népstadion             | Magyarország       | 2 – 0        | Olaszország   | Európa-kupa          | -            |              |
| 39.          | 1956. február 19.    | Isztambul                        | Törökország        | 3 – 1        | Magyarország  | barátságos           | -            |              |
| 40.          | 1956. szeptember 16. | Belgrád, JNA-stadion             | Jugoszlávia        | 1 – 3        | Magyarország  | Európa-kupa          | 1            | 5'           |
| 41.          | 1956. szeptember 23. | Moszkva, Lenin-stadion           | Szovjetunió        | 0 – 1        | Magyarország  | barátságos           | 1            | 16'          |
| 42.          | 1956. október 7.     | Párizs, Colombes Stadion         | Franciaország      | 1 – 2        | Magyarország  | barátságos           | -            |              |
| 43.          | 1956. október 14.    | Bécs, Práter-stadion             | Ausztria           | 0 – 2        | Magyarország  | barátságos           | -            |              |
|              | Összesen             |                                  |                    | 43           | mérkőzés      |                      | 17           | gól          |

## Emlékezete

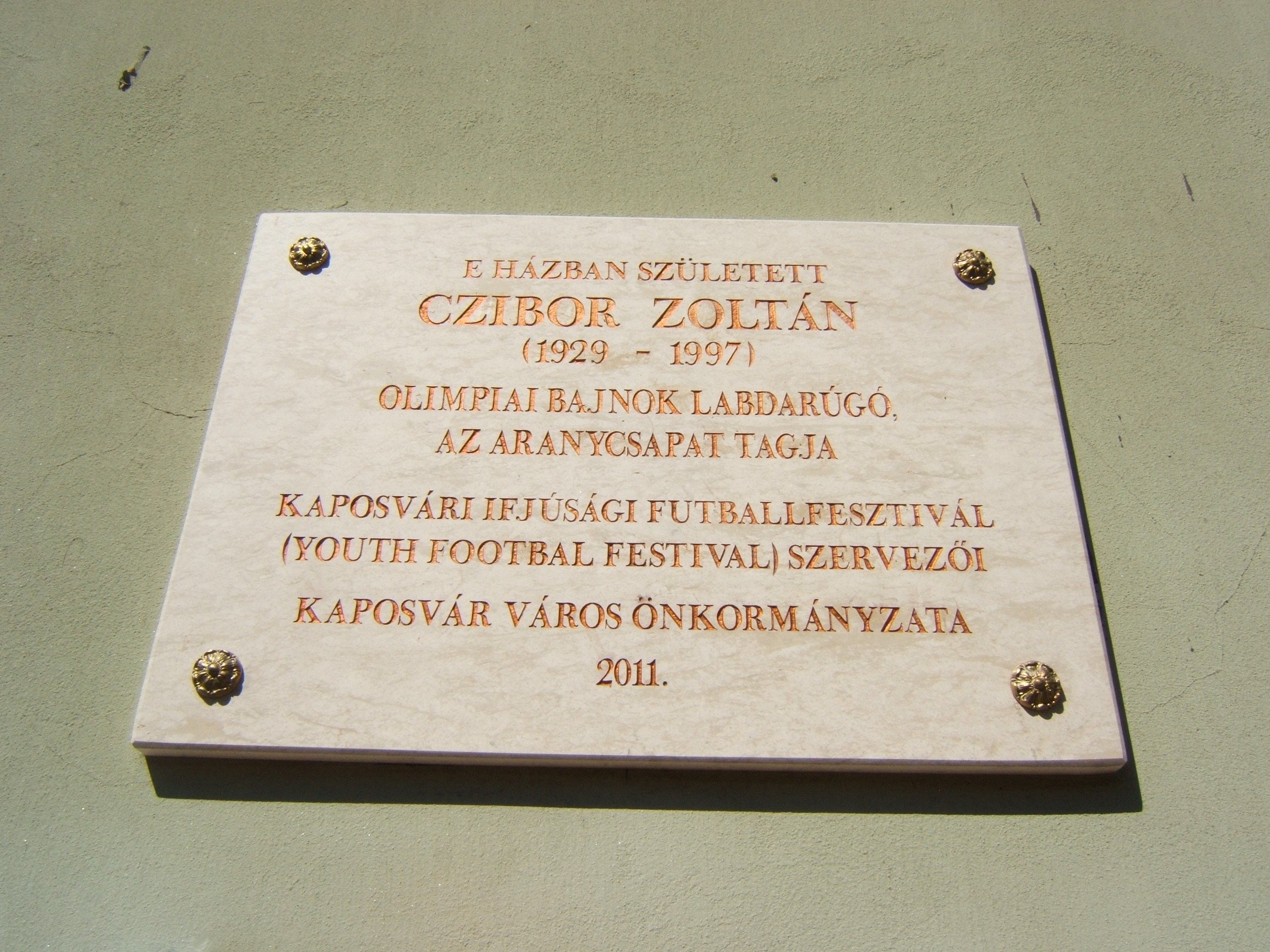
Emléktábla Czibor Zoltán kaposvári szülőházán

- 2011. július 18-án kaposvári, József Attila utcai szülőházának falán emléktáblát helyeztek el tiszteletére.[16][17]
- 2011. november 25-én a londoni 6:3-as győzelem évfordulóján MÁV 470 010-4 számú Siemens Taurus mozdonyára az Aranycsapat tagjaként Czibor Zoltán is felkerült. A vállalat így állított a legendás csapatnak emléket.[18]
- Alakja felbukkan (említés szintjén) Kondor Vilmos magyar író Budapest novemberben című, 2012-es kiadású bűnügyi regényében.
- Tóth II Józseffel közös szobra áll a Csepel SC Béke téri stadionja előtt. (2017)[19]